# Pierre Daninos
Pierre Daninos (París, 26 de maig, 1913 - Idem. 7 de gener, 2005), va ser un escriptor i humorista francès conegut sobretot per Les Carnets du major Thompson (1955).

## Biografia
És fill de Maurice Daninos, administrador de l'empresa, i d'Andrée Ranovitz. El seu germà Jean Daninos, un industrial apassionat de l'automòbil, va crear l'última marca francesa de cotxes de prestigi i esportius el 1954, "Facel Vega". Pierre Daninos va estudiar a l'institut Janson-de-Sailly de París. El 1931 es va incorporar a Le Figaro.

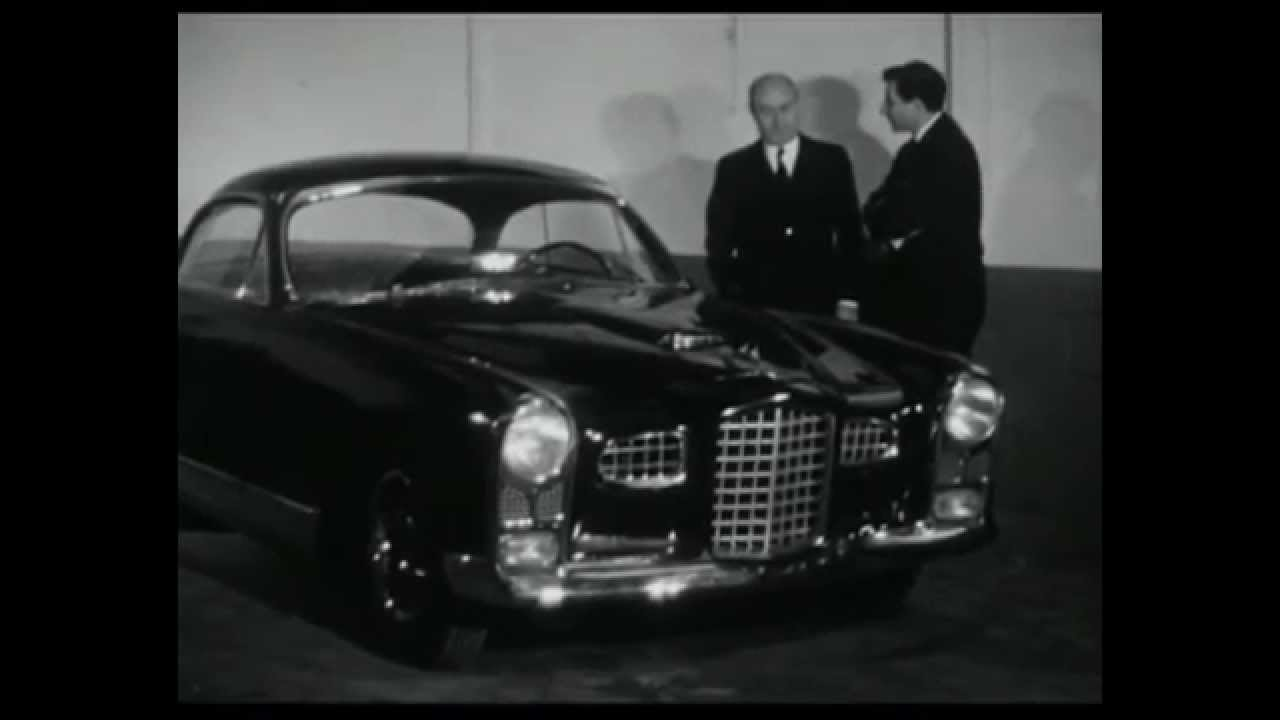
El seu germà Jean Daninos va presentar el primer Facel Véga el 1954.

El seu germà gran, l'industrial Jean Daninos, conseller delegat de la societat anònima Facel des del 1945, li va demanar que trobés un nom per al primer cotxe que va construir: Pierre li va proposar dos noms inspirats en les estrelles: Comète i Véga. Comète va ser escollida l'any 1951 per a un coupé Ford subcontractat per "Facel", mentre que “Véga” va ser escollit per a un projecte d'automòbils esportius i de luxe, després es va adherir directament al de l'empresa "Facel" per llançar la prestigiosa marca "Facel Vega".
Durant la Segona Guerra Mundial, Pierre Daninos va participar en la batalla de França fins a Dunkerque on va ser oficial d'enllaç amb l'exèrcit britànic. Després de l'armistici i la capitulació, es va exiliar a Rio, Brasil, on va escriure i publicar la seva primera novel·la, Le Sang des hommes (1940). De tornada a París, va freqüentar els cercles literaris i va tornar a la seva professió d'abans de la guerra, el periodisme, col·laborant especialment amb Le Figaro.
El 1947 va guanyar el Premi Interallié per Les Carnets du Bon Dieu. El premi Courteline d'humor cinematogràfic el va coronar amb Sonia, els altres i jo, l'any 1952.
El seu major èxit, The Notebooks of Major W. Marmaduke Thompson (1954), es presenta com els quaderns d'un major anglès de l'exèrcit indi establert a França, del qual Pierre Daninos només seria el traductor, jugant amb ironia a la bretxa cultural. existent entre França i Anglaterra. El 1953, Pierre Brisson, director de Le Figaro, havia confiat a Daninos una columna poc convencional que copiava el procés de les Cartes perses de Montesquieu el 1721, amb un cavaller anglès caricaturitzat observant els costums i el caràcter dels francesos, a través de comparacions més o menys absurdes. El llibre tingué una tirada de més d'un milió d'exemplars a França, dels quals més de 300.000 en format de butxaca, i va ser traduït a vint-i-set països. Havent esdevingut un referent, sovint es citen les seves gustoses fórmules. Una adaptació cinematogràfica, sota el títol The French, They Are a Funny Race, va ser dirigida per Preston Sturges el 1955.
Entre 1955 i 2000, Pierre Daninos va publicar altres quatre volums del major Thompson.
També va publicar l'any 1967, Le 36° sous que és el relat autobiogràfic d'un episodi de crisi nerviosa que va viure en aquella època i que va aconseguir convertir-lo en un tema còmic evocant les diverses distraccions, cures, sessions d'hipnosi i altres consells de "bons amics" que aguanta en va abans de sortir del seu episodi depressiu.
El juny de 1967, Pierre Daninos va escapar de la mort després d'un accident de cotxe. Al volant del seu Daimler mentre tornava d'un banquet de veterans, va ser atropellat pel general Jean Noiret, nascut l'any 1902, germà del general Roger Noiret, que havia agafat la carretera en direcció contrària. Daninos va romandre molt temps en coma, cosa que descriu àmpliament a la seva obra Els pijames (1972).

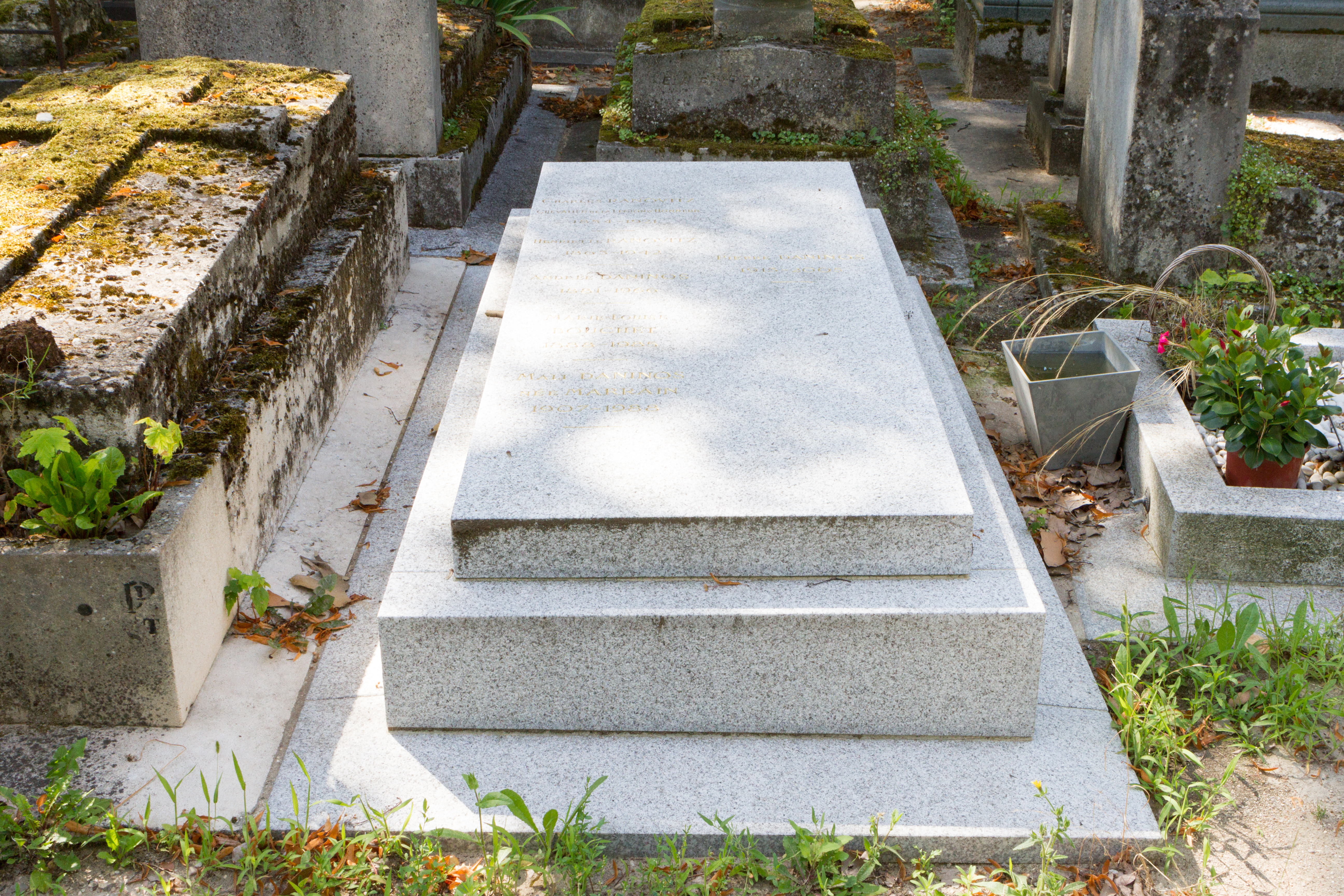
Tomba de Pierre Daninos al cementiri de Père-Lachaise

El juny de 1970, va intentar que l'especialitat congelada "Danino" del grup Gervais-Danone; es prohibissin, trobant que s'assemblava massa al seu cognom; fou destituït.
També va publicar Un certain M. Blot (1960), dedicat a un «francès mitjà» que passa de l'anonimat a la celebritat guanyant un concurs destinat a designar l'ideal del francès mitjà, obres satíriques com Daninoscope (1962), Snobissimo (1964). ), Le Jacassin (1968), La Galerie des glaces (1983) o França en tots els seus estats (1985) i Les Carnets du Bon Dieu (1947), assaigs humorístics sobre els biaixos dels seus contemporanis.
Està enterrat al cementiri del Père-Lachaise (44a divisió).

## Vida privada
El seu primer matrimoni va ser amb Jeanne Marrain, amb qui va tenir tres fills: Michèle, Christian, Florència. La parella es va divorciar i Daninos es va tornar a casar el 22 d'octubre de 1968 amb Marie-Pierre Dourneau.

## Publicacions
| - 1940 : Le Sang des hommes - 1945 : Méridiens - 1946 : Eurique et Amérope - 1946 : Passeport pour la nuit ou le Roi-Sommeil - 1947 : Les Carnets du Bon Dieu Plantilla:Commentaire - 1949 : L’Éternel Second - 1952 : Sonia, les autres et moi - 1953 : Comment vivre avec ou sans Sonia - 1954 : Les Carnets du major W. Marmaduke Thompson - 1956 : Le Secret du major Thompson - 1958 : Tout l’humour du monde - 1958 : Vacances à tous prix, dessins de Jacques Charmoz - 1960 : Un certain M. Blot, éd. Hachette - 1962 : Le Jacassin, nouveau traité des idées reçues, folies bourgeoises et automatismes - 1963 : Daninoscope - 1964 : Snobissimo ou le Désir de paraître - 1966 : Le Plantilla:36e - 1968 : Le Major tricolore : redécouverte de la France et des Francais par le major W. Marmaduke Thompson - éditeur : Hachette - 1970 : Sept variations sur le thème de la soif - 1970 : Ludovic Morateur ou le Plus que parfait - 1972 : Le Pyjama | - 1973 : Les Nouveaux Carnets du major W. Marmaduke Thompson - 1974 : Les Touristocrates - 1976 : La Première Planète à droite en sortant par la Voie lactée - 1977 : Made in France - 1979 : La Composition d’histoire - 1981 : Le Veuf joyeux - 1983 : La Galerie des glaces - 1984 : Auto-mémoires - 1985 : La France dans tous ses états - éditeur : Hachette - ISBN 2010088484 - 1986 : La France prise aux mots - éditeur : Calmann-Lévy - 1988 : Profession : écrivain - éditeur : Hachette - ISBN 9782010109003 - 1988 : Roland Garros 88 - éditeur : Hachette - ISBN 9782851085382 - 1992 : Candidement vôtre - éditeur : Le Pré aux clercs - ISBN 2714428924 - 1993 : 40 ans de vacances - éditeur : Hachette - ISBN 2010207769 - 1999: Ah, vous écrivez toujours ! - éditeur : Dauphiné libéré (Veurey) - ISBN 2911739183 - 2000 : Les Derniers Carnets du major Thompson - éditeur : Plon - ISBN 9782259193733 |

## En col·laboració amb altres autors
- 1950 : Savoir-vivre international, Code de la susceptibilité et des bons usages à travers le monde
- 1953 : Le Tour du monde du rire
- 1958 : Tout l’humour du monde
- 1969 : Le Pouvoir aux enfants

## Adaptacions de les seves obres
Al cinema

- 1955 : Les Carnets du Major Thompson, basada en la seva novel·la homònima, dirigida per Preston Sturges

Al teatre

- 1961 : Un certain monsieur Blot, basada en la seva novel·la homònima, adaptada per Robert Rocca, amb Jean Yanne, dirigida per René Dupuy, Théâtre Gramont (París)